# Daechucha
El daechucha es un té coreano tradicional hecho con azufaifo seco (daechu). Hay dos formas de prepararla: hirviendo azufaifos seco o diluyendo en agua hirviendo el jugo de azufaifos frescos o en conserva. También se comercializa un jarabe de daechucha ya preparado para elaborar el té más fácilmente.